# سیتون، ایست رادینگ آو یورک‌شر
سیتون (به انگلیسی: Seaton) یک روستا و محله مدنی در بریتانیا است که در East Riding of Yorkshire واقع شده‌است. سیتون ۴۳۳ نفر جمعیت دارد.